# Тома Беро
Тома Беро (Берар, Берот) (фр. Thomas Béraud; д/н — 25 березня 1273) — 20-й великий магістр ордену тамплієрів в 1256—1273 роках.

## Життєпис
Походження достеменно невідомо. З огляду на листування з англійським королем Генріхом III висловлюється думка, що мав англійське походження. Втім більш імовірно був підданим цього короля, походив з південної Аквітанії або Гасконі.
У 1252 році після відходу великого магістра Рено де Віш'є до монастиря фактично очолив орден. У 1256 році після смерті останнього обирається новим великим магістром. Розвинув активну діяльність, спрямовану на збереження християнських володінь в Палестині і Сирії. На той час становище їх погіршилося через наступ султана Бейбарса. Також уклав оборонний союз з великим магістром госпітальєрів Гуго де Ревелем та Анно фон Зангергаузеном, великим магістром Тевтонського ордену.
1266 році через зраду Бейбарс захопив важливу тамплієрську фортецю Сафет. За цим було втрачено низку замків ордену, насамперед Бофор. У 1268 році султан захопив Яффу і Антіохію, внаслідок чого орден поніс майнові та територіальні втрати. Водночас низка фортець тамплієрів в горах Аману опинилися відрізаними. З запізненням Тома Беро надав наказ залишити їх. На той час мусульмани захопили практично усі, знищивши тамтешніх оборонців.
Звернення великого магістра до королів Англії, Кастилії та Арагону, а також Папського престолу по допомогу не мали жодного результату. 1271 року тамплієри залишили важливі замки Ла-Рош-Гійом й Шастель-Блан, перебравшись до Тортоси. Водночас тевтонці і госпітальєри також втратили свої ключові замки. Того ж року Тома Беро разом з іншими очільними орденів уклав 10-річне перемир'я з Бейбарсом. Помер 1273 року. Новим очільником тамплієрів став Вільгельм де Боже.